# 29987 Lazhang
29987 Lazhang è un asteroide della fascia principale. Scoperto nel 1999, presenta un'orbita caratterizzata da un semiasse maggiore pari a 2,2326399 UA e da un'eccentricità di 0,1191069, inclinata di 6,01921° rispetto all'eclittica.